# 弗沙佛
弗沙佛，名号爲星宿名，也译作補砂、勃沙、富沙、逋沙、補沙、孛舍、浮舍、浮沙等，義爲“熾盛宿星”、“鬼宿星”、“增威”；是佛陀名号，此名号既有过去古佛同名者，也有贤劫未来佛同名者。

## 分述

### 上座部二十五佛

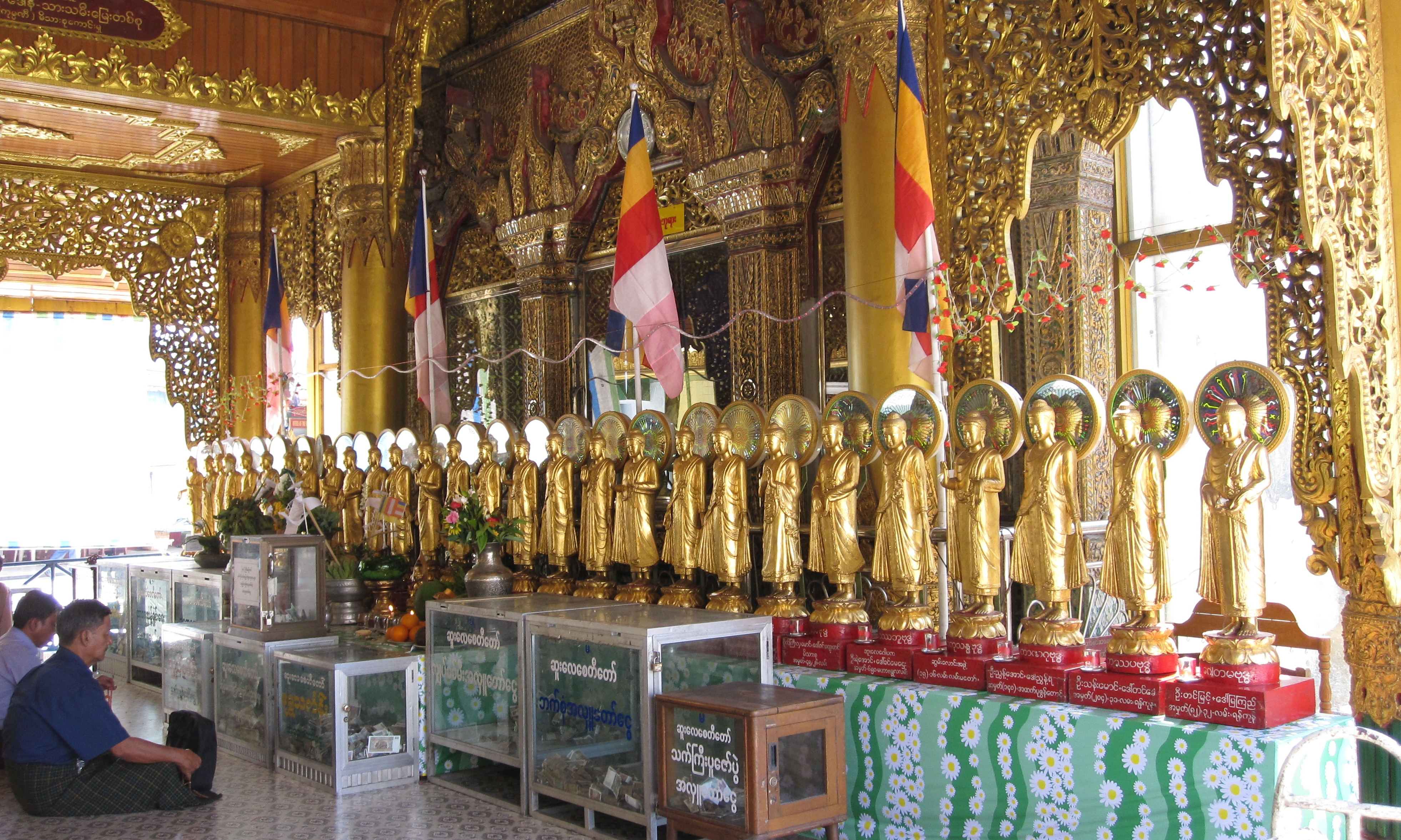
緬甸仰光的二十八佛像

在南传上座部佛教的传统中，列出过去二十五佛，过去七佛往前的佛陀爲弗沙佛、提舍佛等。
在《佛种姓经》中，提舍佛的出生地是迦王城，父王是勝軍, 母后是尸利摩耶，出家後在庵摩羅迦菩提树下悟道成佛。

### 大乘认为的过去佛
提舍佛爲过去佛，在多部经典中有记载。
梵文《大事》（属于大眾部的說出世部）和中文《佛本行集經》都提到，釋迦牟尼佛在因地修行時曾供養過三億尊弗沙佛。
《大悲经》^ 中记载，提舍佛和弗沙佛同爲原始七佛之前的古佛，释迦牟尼佛因地修行时曾“七日七夜目不暂瞬”。《華嚴經·昇須彌頂品》中也提到提舍佛和弗沙佛是位於毗婆尸佛之前的古佛。
汉传佛教有觀點认为帝沙星（提舍星）即弗沙星，提舍佛也就是弗沙佛的异名。故弗沙佛世时發生的“釋迦菩薩七日七夜单腿站立用偈讚佛”之事亦即在提舍佛世之時。但若如此，《大悲經》中記載“七日七夜目不暫瞬，以無量偈贊彼世尊”爲弗沙佛，此前也就不必別立帝沙佛。

### 大乘認為的未來佛
《華嚴經》中提到，賢劫千佛中，彌勒菩薩下生成佛後的第六尊、第七尊爲提舍如來、弗沙如來。